# Bonneau
Bonneau – miasto w Stanach Zjednoczonych, w stanie Karolina Południowa, w hrabstwie Berkeley.